# Payette (Idaho)
Payette es una ciudad ubicada en el condado de Payette en el estado estadounidense de Idaho. En el Censo de 2010 tenía una población de 7433 habitantes y una densidad poblacional de 743,5 personas por km². Se encuentra junto a la desembocadura del río homónimo en el río Snake, que la separa del estado de Oregón.

## Geografía

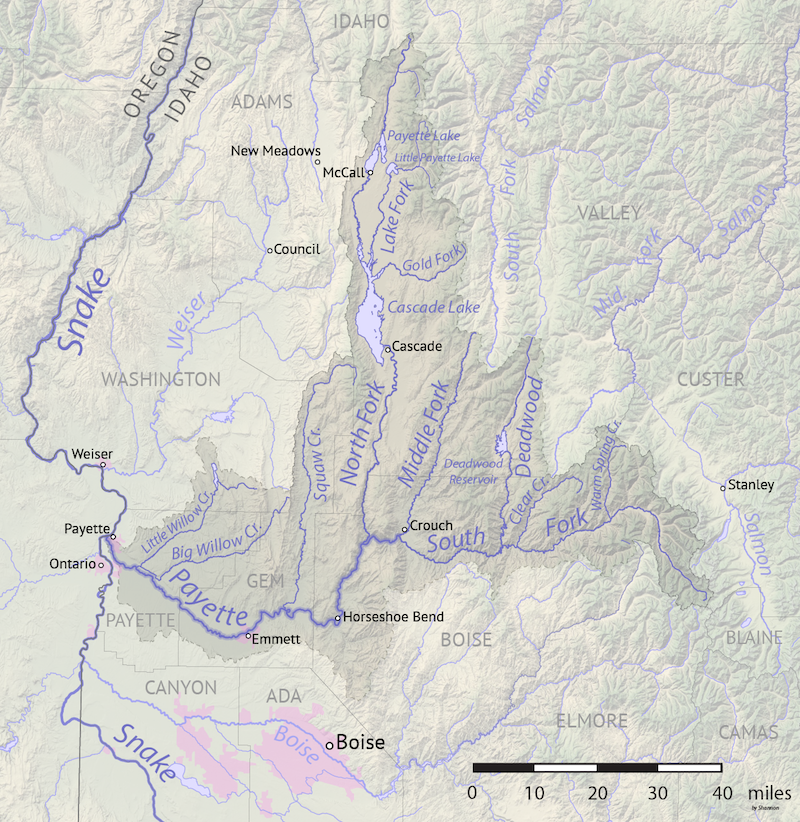
Mapa del río homónimo donde se ve Payette junto a la desembocadura de este río en el Sanke

Payette se encuentra ubicada en las coordenadas 44°4′48″N 116°55′37″O / 44.08000, -116.92694. Según la Oficina del Censo de los Estados Unidos, Payette tiene una superficie total de 10 km², de la cual 9.97 km² corresponden a tierra firme y (0.23%) 0.02 km² es agua.

## Demografía
Según el censo de 2010, había 7433 personas residiendo en Payette. La densidad de población era de 743,5 hab./km². De los 7433 habitantes, Payette estaba compuesto por el 0.09% blancos, el 0.19% eran afroamericanos, el 1.55% eran amerindios, el 0.78% eran asiáticos, el 0.04% eran isleños del Pacífico, el 7.33% eran de otras razas y el 3.51% pertenecían a dos o más razas. Del total de la población el 0.02% eran hispanos o latinos de cualquier raza.